# 1951年のナショナルリーグ優勝決定プレイオフ

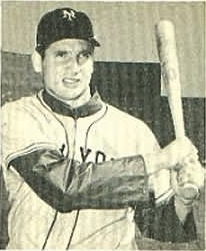
ボビー・トムソン（写真は1948年）

1951年のナショナルリーグ優勝決定プレイオフについて記述する。
プレイオフは1951年10月1日から10月3日にかけて、ニューヨーク・ジャイアンツとブルックリン・ドジャースの間で3回戦制で行われ、ニューヨーク・ジャイアンツが制してこの年のナショナルリーグ優勝を手にした。

## 概要
1勝1敗とした第3戦、リードされていたジャイアンツが9回裏にボビー・トムソンの3点本塁打で逆転サヨナラ勝ちを収めるという劇的な幕切れを迎えた。トムソンの優勝を決めた本塁打は、翌10月4日付のニューヨーク・デイリー・ニューズ誌で『その一打が世界を変えた（"Shot heard 'round the world"）』の見出しとともに報じられ、ジャイアンツの球史に残る一発となった。
アメリカは当時朝鮮戦争の只中にあり、この試合の模様はアメリカ軍のラジオ放送網（AFN）を通じて、派兵先や世界各国のアメリカ軍基地などに中継されており、「世界中が聞いた」という上記の形容がぴたりと当てはまった格好になった。
"Shot heard 'round the world"という言葉は、元々アメリカ独立戦争に発展するレキシントン・コンコードの戦いの最初の銃声を意味し、ラルフ・ウォルド・エマーソンの「コンコード賛歌」の一説に登場する有名な言葉である。『一発の銃声が世界を変えた』と日本語訳される。

## 試合結果
表中のRは得点、Hは安打、Eは失策を示す。日付は現地時間。

### 第1戦 10月1日
- ニューヨーク州ニューヨーク／ブルックリン - エベッツ・フィールド

|              | 1 | 2 | 3 | 4 | 5 | 6 | 7 | 8 | 9 | R | H | E |
| ------------ | - | - | - | - | - | - | - | - | - | - | - | - |
| ジャイアンツ | 0 | 0 | 0 | 2 | 0 | 0 | 0 | 1 | 0 | 3 | 6 | 1 |
| ドジャース   | 0 | 1 | 0 | 0 | 0 | 0 | 0 | 0 | 0 | 1 | 5 | 1 |

1. 勝利：ジム・ハーン（17-9）
2. 敗戦：ラルフ・ブランカ（13-11）
3. 本塁打
NYG：ボビー・トムソン31号2ラン（4回ブランカ）、モンテ・アーヴィン24号ソロ（8回ブランカ）
BRO：アンディ・パフコ29号ソロ（2回ハーン）
4. 観客動員数: 30,707人、試合時間：2時間39分

ドジャースがアンディ・パフコの本塁打で先制したが、1点を追うジャイアンツが4回表にボビー・トムソンの2点本塁打で逆転、モンテ・アーヴィンのソロ本塁打で追加点を上げて勝利した。

### 第2戦 10月2日
- ニューヨーク州ニューヨーク／マンハッタン - ポロ・グラウンズ

|              | 1 | 2 | 3 | 4 | 5 | 6 | 7 | 8 | 9 | R  | H  | E |
| ------------ | - | - | - | - | - | - | - | - | - | -- | -- | - |
| ドジャース   | 2 | 0 | 0 | 0 | 1 | 3 | 2 | 0 | 2 | 10 | 13 | 2 |
| ジャイアンツ | 0 | 0 | 0 | 0 | 0 | 0 | 0 | 0 | 0 | 0  | 6  | 4 |

1. 勝利：クレム・ラバイン（5-1）
2. 敗戦：シェルドン・ジョーンズ（6-11）
3. 本塁打
BRO：ジャッキー・ロビンソン19号ソロ（1回ジョーンズ）、ギル・ホッジス40号ソロ（6回スペンサー）、アンディ・パフコ30号ソロ（7回コーウィン）、ルーブ・ウォーカー4号2ラン（9回コーウィン）
NYG：なし
4. 観客動員数: 38,609人、試合時間：3時間25分

ドジャースがジャッキー・ロビンソンらの4本の本塁打でジャイアンツを圧倒し、クレム・ラバインがジャイアンツを6安打で完封して勝利した。

### 第3戦 10月3日
- ニューヨーク州ニューヨーク／マンハッタン - ポロ・グラウンズ

|              | 1 | 2 | 3 | 4 | 5 | 6 | 7 | 8 | 9  | R | H | E |
| ------------ | - | - | - | - | - | - | - | - | -- | - | - | - |
| ドジャース   | 1 | 0 | 0 | 0 | 0 | 0 | 0 | 3 | 0  | 4 | 8 | 0 |
| ジャイアンツ | 0 | 0 | 0 | 0 | 0 | 0 | 1 | 0 | 4x | 5 | 8 | 2 |

1. 勝利：ラリー・ジャンセン（23-11）
2. 敗戦：ラルフ・ブランカ（13-12）
3. 本塁打
BRO：なし
NYG：ボビー・トムソン32号3ラン（9回ブランカ）
4. 観客動員数: 34,320人、試合時間：2時間28分

ドジャースがロビンソンのタイムリーで先制、その後ジャイアンツのサル・マグリーとドジャースのドン・ニューカムの投げ合いが続いた。7回にジャイアンツがモンテ・アーヴィンの二塁打から同点に追いついたが、ドジャースが8回にピー・ウィー・リース、デューク・スナイダー、ビリー・コックスらの連打で3点を挙げ、勝敗の行方は決したかと思われた。
しかし9回裏、ジャイアンツは先頭のアルヴィン・ダークがセカンドへの内野安打で出塁、ドン・ミューラーもライト前ヒットで続く。モンテ・アーヴィンはファーストへのファウルフライでワンアウトとなるが、ホワイティ・ロックマンが左中間へタイムリー二塁打を放ち1点を返す。ランナー1，3塁となったところでドジャースのチャック・ドレッセン監督はニューカムを諦め、救援にラルフ・ブランカを送る。打席には第1戦でブランカから本塁打を放ったトムソンを迎える。トムソンは初球ストライクの後の2球目をレフトスタンドへ運び、ジャイアンツがサヨナラ勝ちを収めた。